# Gerry Weber Open 2007
Gerry Weber Open 2007 — тенісний турнір, що проходив на трав'яних кортах у місті Галле, Німеччина з 11 червня. Належав до категорії ATP International Series.

## Фінальна частина

### Одиночний розряд
Томаш Бердих —  Маркос Багдатіс 7–5, 6–4

### Парний розряд
Сімон Аспелін /  Юліан Ноул —  Фабріс Санторо /  Ненад Зімоньїч 6–4, 7–6(7–5)